# 大岡育造

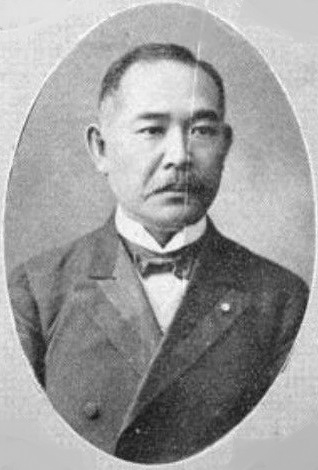

大岡 育造（おおおか いくぞう、1856年7月4日（安政3年6月3日） - 1928年（昭和3年）1月26日）は、明治・大正期の弁護士・政治家。号は硯海。

## 経歴・人物
医師大岡尚斎の長男として、長門国豊浦郡小串村（現・山口県下関市）に生まれた。1873年（明治6年）、長崎医学校（現・長崎大学医学部）に入ったが、翌年廃校となった為、上京して大井憲太郎らの講法学舎で法律を学んだ。司法省法学校に通ったとの記事は、裏付けを欠くとも言う。
1880年（明治13年）12月（24歳）、代言人（現在の弁護士）の資格を取り、講法学舎の幹事になった。沼間守一に兄事して、1881年、板垣退助らの自由党に入党した。また、共立学校の幹事に転じ、1882年、校長になった。1885から5年余、東京府会議員を務めた。
弁護士としては、1884年の秩父事件、1886年のノルマントン号事件、1887年の花井お梅事件、1891年 - 1894年の相馬事件などを手がけた。
1890年（明治23年）6月（34歳）、江戸新聞を買収して中央新聞と改名し、社主となった。同年7月の帝国議会開設と共に、山口県から立候補して衆議院議員に当選し、以降、1894年9月の第4回総選挙と1915年3月の第12回総選挙の落選を除き、13回当選した。
1892年（明治25年）6月の国民協会の、1899年7月の帝国党の、1900年9月の立憲政友会の、発足に関わり、中央新聞をそれぞれの機関紙的に編集した。1910年、中央新聞を立憲政友会に譲渡した。
1903年（明治36年）（47歳）、東京市参事会委員、次いで東京市会議員、同議長となり、1911年衆議院議長に選出されて1914年まで留任した。1913年2月の大正政変に際しては、内閣不信任上奏決議案の提出に伴う尾崎行雄による過激な内容の趣旨説明で野次が飛び交い騒然となる議場を、議長という中立の立場から諌めて最後まで尾崎に趣旨説明を行わせ、さらに同郷人の立場から、桂太郎首相に退陣を勧告した。
第3次桂内閣後の第1次山本内閣には文部大臣として入閣した。
1917年（大正6年）から1920年（大正9年）まで再び衆議院議長を務め、その間の1919年（大正8年）に設立された労資の『協調会』の、副会長にもなった。
衆議院議長の通算在任日数は1785日に達し、2008年（平成20年）の河野洋平議長までは、最長だった。
1928年（昭和3年）1月に没した。享年71。文靖院釈硯海忠粛居士。墓は谷中霊園にある。

## 栄典
- 1914年（大正3年）3月10日 - 正四位[3]